# Яманъелга (приток Уфы)
Яманъелга (устар. Яман-Елга, Яманелга; баш. Яманйылға) — река в Республике Башкортостан Российской Федерации, левый приток реки Уфы. Исток у северного склона горного хребта Каратау, устье в районе села Устье Яман-Елги. Длина — 47 км. Площадь бассейна — 721 км². Гидрологический памятник природы регионального значения, находится под государственной охраной.
Название реки в переводе с башкирского языка означает «плохая (дурная) река» (баш. Яман Йылға).
Длина русла, имеющего постоянный сток  — около 24 км. В 8 км от истока уходит в карстовые полости, и на протяжении 60 км состоит из суходола Яманъелга (Мочального) и его притоков — Чишма-Варяш, Озёрский, Кызларкуль — без постоянного стока воды. Снова выходит на поверхность в 16 км от устья.

## Описание русла
Река имеет сильно закарстованный бассейн питания. Карстовые образования в русле разнообразны: воронки, котловины, поноры, провалы. По берегам реки большое количество бессточных логов, суходолов. В реку стекаются многочисленные мелкие реки, карстовые родники и озёра.
У истока реки зона развития песчаников верхнего протерозоя. В 8 км от истока она вступает в зону распространения карбонатных пород, сток реки переходит в подземное русло — в карстовый канал, расположенный на глубине около 40 м.
Далее на расстоянии 40 км она течёт в карстовых ходах. В 16 км от устья река выходит на поверхность.
Расход воды в Яманъелге резко возрастает после впадения справа мощного карстового родника Тюба.
По берегам реки стоит ряд нежилых сел: Красивая Поляна, Объездной Лог, Тюба и др. Расположенное в устье реки село Устье Яман-Елги жилое.

## Текущее состояние реки
Полноводность реки зависит от сезона и достигает пика в весенние месяцы.
В районе устья реки, в 2016 году по причине бесконтрольного вмешательства, началось разрушение прежнего русла, смыв грунтов, разрушение экосистемы. По сей день никаких мер принято не было, эрозия продолжается.
Экологическое состояние реки удовлетворительное.
После механической и бактерицидной очистки вода из реки поставляется на потребительские рынки со следующими характеристиками:
- Кальция не более 40 мг/л.
- Магния не более 20 мг/л
- Железа не более 0,089 мг/л
- Фтора не более 0,53 мг/л
- Калия не более 0,19 мг/л
- Селена не более 0,01 мг/л.
- Серебра не более 0,023 мг/л.
- Общая минерализация — не более 400 мг/л
- Общая жесткость — не более 2,5 мг-экв/л
- РН — 7,92
- Растворенный кислород — 8,0 мг/дм³[7].